# Ciné-Journal suisse
Le Ciné-Journal suisse (CJS) était le principal moyen d’information politique audiovisuelle de la Suisse entre août 1940 à mars 1975.

## Histoire
Créé à la demande du Conseil fédéral, la fondation de la Chambre suisse du cinéma le contrôlera, et dans l'arrêté fédéral du 30 août 1939, lui donnera les pleins pouvoirs. Le Ciné-Journal suisse est produit par Cinégram à Genève, et diffusé en allemand, français et italien, en avant-programme dans toutes les salles de cinéma. Les actualités cinématographiques constituaient dans les premiers temps, la seule possibilité d’information, parallèlement à la radio et au journal papier, avant que n'apparaisse le téléjournal en 1954. Le premier rédacteur en chef se nomme Paul Alexis Ladame, son successeur, Hans Laemmel.
Le 24 janvier 1975, le conseiller fédéral Hans Hürlimann, alors chef du Département fédéral de l'intérieur prend la décision de supprimer le Ciné-Journal suisse en raison d'une réduction du budget, passant de 720 000 à 360 000 francs suisses, et qu'il ne pouvait de ce fait plus continuer à exister. La fondation qui s'en occupait fut liquidée dans la foulée. Le dernier rédacteur en chef du Ciné-Journal suisse fut Peter Gerdes.
Au cours des 35 ans du Ciné-Journal suisse, il a été diffusé plus de 6 600 sujets, représentent près de 200 heures de film,. 

### Le premier Ciné-Journal suisse (non officiel)
Avant le Ciné-Journal suisse officiel, l'Office cinématographique à Lausanne, firme fondée par Emile Taponnier, Jacques Béranger et Arthur-Adrien Porchet avait créé un Ciné-Journal suisse en 1923. Il disparaît en mars 1936, emporté par la concurrence étrangère.

## Rôle pendant la Seconde Guerre mondiale
Durant la Seconde Guerre mondiale, le Ciné-Journal suisse a permis de contrebalancer l’écrasante hégémonie des actualités étrangères, essentiellement de l’Allemagne nazie qui occupait une grande partie des pays en Europe, alors que la Suisse pendant la guerre était préservée, en raison de sa neutralité. Entre le 16 avril 1940 jusqu'à fin 1945, le Ciné-Journal suisse est rendu obligatoire dans toutes les salles de cinéma du pays, et il sera soumis à la censure de l'armée.

## Le Ciné-Journal suisse sur internet
Memoriav (Association pour la sauvegarde de la mémoire audiovisuelle suisse), la Cinémathèque suisse et les Archives fédérales, soutenus par l'Office fédéral de la culture (OFC), la Fondation Ernst Goehner, le fonds de la loterie du canton du Tessin et la Société suisse de radiodiffusion et télévision (SSR), ont pris l'initiative de diffuser sur internet l'intégralité du Ciné-Journal suisse. 
Cette diffusion sur internet se fera de manière progressive, d'abord les Ciné-Journal de l'année 1956, le 12 novembre 2016, à l'occasion de la 20e édition des Kurzfilmtage de Winterthour, puis les autres Ciné-Journal durant l'année 2017.